# シャフカト・ミルジヨエフ
シャフカト・ミロモノヴィッチ・ミルジヨエフ（ウズベク語: Shavkat Miromonovich Mirziyoyev / Шавкат Миромонович Мирзиёев、ロシア語: Шавкат Мираманович Мирзияев、1957年7月24日 – ）は、ウズベキスタンの政治家、同国大統領。ウズベキスタン自由民主党所属、ジザフ州出身。

## 経歴
タシュケント灌漑・農業機械化大学を卒業し、博士号を取得。コムソモールの書記、党オルグ、副学長として働く。その後1996年までタシュケントのミルザ・ウルグベク（旧クイブイシェフ）地区長に任命。1996年9月から2001年まで、ジザフ州知事。1999年、ジザフ州から第2期国民議会に出馬し当選。2001年11月から2003年12月11日まで、サマルカンド州知事。
2003年12月11日に大統領イスラム・カリモフから首相に指名され、同日中に国民議会からの承認を得て就任する。2005年1月28日、第3期国会に再選。2005年2月4日と2010年1月26日にそれぞれ首相に再任された。2008年までは自己献身・国民民主党に所属し、同党の解党後は後継政党のウズベキスタン国民復興民主党を経て、2016年からはウズベキスタン自由民主党に所属している。
ミルジヨエフは行政を担うサマルカンド閥の実力者であり、カリモフの妻タチヤーナ・カリモヴァやウズベキスタン国家保安庁長官ルスタム・イノヤトフと友好関係にあることから、カリモフの後継者として有力視されていた。2016年9月2日にカリモフが死去した際には、葬儀委員長に就任してカリモフの国葬を取り仕切り、後継者としての存在感を示した。
2016年9月8日、上下両院合同会議で大統領代行に任命。2016年12月4日投開票の大統領選挙で当選し、同年12月14日に正式に大統領に就任した。
2021年10月24日投開票の大統領選挙の結果、80.1%の票を得て再選した。
2022年6月には大統領の任期を2期10年から2期14年へと延長するほか、死刑廃止やカラカルパクスタン自治共和国の権限縮小などを盛り込んだ憲法改正案を発表。このうち、カラカルパクスタン自治共和国の権限縮小を盛り込んだ条項は住民の抗議デモを受けて撤回したが、憲法改正案は2023年3月14日までに上下両院で可決され、4月30日に憲法改正を問う国民投票を執行し90.21％の賛成で承認された。この憲法改正によりミルジヨエフの大統領当選カウントはリセットされ、2040年まで4期連続で続投することが可能となった。新憲法が施行された5月8日、新たな権限を行使可能とするために次期大統領選挙を同年7月9日に繰り上げ実施する意向を表明し、同日中に大統領令に署名した。9日に大統領選挙が行われ、87.05%の票を得て3選した。